# Ivermectin
Ivermectin là một loại thuốc có hiệu quả chống lại nhiều loại ký sinh trùng. Nó được sử dụng để điều trị chấy, ghẻ, mù sông, bệnh giun lươn, filariasis bạch huyết, và những bệnh khác. Nó có thể được áp dụng trên da hoặc uống. Nên tránh.thuốc rơi vào mắt.
Các tác dụng phụ thường gặp bao gồm mắt đỏ, da khô và da nóng cháy. Không rõ liệu chất này có an toàn để sử dụng trong khi mang thai hay không, nhưng có thể chấp nhận được khi sử dụng trong thời kỳ cho con bú. Ivermectin thuộc họ thuốc avermectin và hoạt động bằng cách làm tăng tính thấm của màng tế bào dẫn đến ký sinh trùng bị tê liệt và tử vong.
Ivermectin được phát hiện vào năm 1975 và được sử dụng vào năm 1981. Nó nằm trong danh sách các thuốc thiết yếu của WHO, những loại thuốc hiệu quả và an toàn nhất cần thiết trong một hệ thống y tế. Chi phí bán buôn ở các nước đang phát triển là khoảng 0,12 USD cho một quá trình điều trị. Tại Hoa Kỳ, chi phí là 25-50 USD cho một chai 50ml thích hợp cho khoảng 25 liều dùng. Ở động vật khác, nó được sử dụng để ngăn ngừa và điều trị bệnh giun sán và một số các bệnh khác.
Trong đại dịch COVID-19, thông tin sai lệch đã được lan truyền rộng rãi cho rằng ivermectin có lợi cho việc điều trị và ngăn ngừa COVID-19. Những tuyên bố như vậy không được các bằng chứng khoa học đáng tin cậy hỗ trợ.

## Sử dụng trong y học
Ivermectin được sử dụng để điều trị các bệnh ở người do giun đũa và loài ký sinh. Nó được phát triển, chủ yếu, để điều trị các bệnh nhiễm ký sinh trùng khó điều trị bằng các thuốc chống ký sinh trùng khác.

### Nhiễm trùng giun
Đối với bệnh mù do giun chỉ (onchocerciasis) và bệnh giun chỉ bạch huyết, ivermectin thường được đưa ra như một phần của các chiến dịch sử dụng thuốc hàng loạt nhằm phân phối thuốc cho tất cả các thành viên của cộng đồng bị ảnh hưởng bởi căn bệnh này. Đối với bệnh mù sông, một liều ivermectin uống duy nhất (150 microgam/kg trọng lượng cơ thể) sẽ làm cơ thể tẩy sạch ấu trùng giun Onchocerca volvulus trong vài tháng, ngăn ngừa sự lây truyền và tiến triển của bệnh. Giun trưởng thành tồn tại trong da và cuối cùng phục hồi để tạo ra ấu trùng giun trở lại. Để ngăn ngừa giun, ivermectin được tiêm ít nhất một lần mỗi năm trong vòng đời 10 – 15 năm của giun trưởng thành. Đối với bệnh giun chỉ bạch huyết, ivermectin đường uống (200 microgam / kg trọng lượng cơ thể) là một phần của điều trị kết hợp được đưa ra hàng năm: ivermectin, diethylcarbamazine citrate và albendazole ở những nơi không có bệnh mù do giun chỉ; ivermectin và albendazole ở những nơi có bệnh mù do giun chỉ. 
Tổ chức Y tế Thế giới (WHO) coi ivermectin là "thuốc được lựa chọn" đối với bệnh giun lươn. Hầu hết các ca nhiễm được điều trị bằng hai liều ivermectin uống hàng ngày (200 μg / kg thể trọng), trong khi các ca nhiễm trùng nặng được điều trị bằng ivermectin từ 5 đến 7 ngày. Ivermectin cũng là phương pháp điều trị chính cho Mansonella ozzardi và ấu trùng di trú qua da. Trung tâm Kiểm soát và Phòng ngừa Dịch bệnh Hoa Kỳ (CDC) khuyến cáo ivermectin, albendazole hoặc mebendazole như các phương pháp điều trị bệnh giun đũa.  Ivermectin đôi khi được thêm vào albendazole hoặc mebendazole để điều trị giun đũa, và được coi là phương pháp điều trị thứ hai đối với bệnh giun đầu gai.

## Tác dụng phụ
Tác dụng phụ chính là độc tính thần kinh, mà ở hầu hết các loài động vật có vú có thể biểu hiện như trầm cảm hệ thần kinh trung ương, và kết quả là mất điều hòa, do sự tăng cường các khớp thần kinh GABA-ergic ức chế.
Chó có khuyết tật trong gen P-glycoprotein (MDR1), thường là giống chó chăn gia súc, có thể bị ngộ độc ivermectin nghiêm trọng.